# John Parish (Kaufmann)

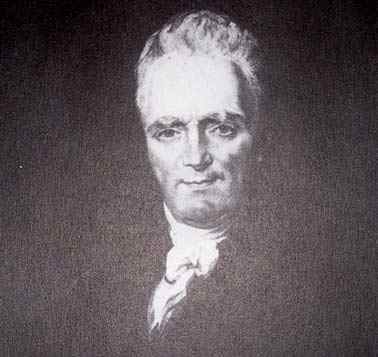
John Parish

John Parish (* 5. März 1742 in Leith, Schottland; † 4. Februar 1829 in Bath, England) war ein hamburgischer Kaufmann. Seine Handelsgeschäfte mit England und später mit den USA machten ihn zu einem der reichsten Männer seiner Zeit und sein aufwändiger Lebensstil ist noch heute sprichwörtlich. Von 1793 bis 1796 bekleidete Parish das Amt des ersten Generalkonsuls der Vereinigten Staaten in Hamburg.

## Leben

### Herkunft und Jugend
Gemeinsam mit seiner Mutter und seinen zwei Geschwistern siedelte John Parish 1756 aus dem schottischen Edinburgh nach Hamburg über. Sein Vater George Parish war zunächst als Schiffskapitän zur See gefahren, hatte dann aber im Jahre 1755 ein kleines Handelsunternehmen für Schiffsmaterialien am Hamburger Hafen gegründet. John, der seinen Vater seit 1759 im Kontor unterstützte, wurde 1760 offiziell zu dessen Teilhaber, nachdem mehrere Versuche gescheitert waren, ihn in einem anderen Hamburger Handelshaus als Lehrling unterzubringen. Im Jahre 1761 verstarb zunächst die Mutter, kurz darauf der Vater. In den folgenden Jahren führte John Parish das Unternehmen allein.

### Kriegskonjunktur, Getreide aus dem Baltikum
Aufgrund der Kriegskonjunktur erlebte der hamburgische Handel während des Siebenjährigen Krieges einen wirtschaftlichen Aufschwung, wovon auch John Parish profitierte. Hatte er das Geschäftskapital seines Vaters 1759 noch mit rund viertausend Mark Courant angegeben, so betrug sein eigenes Kapital bei Kriegsende im Jahre 1763 bereits rund 22.000 Mark Banco. In den 60er und 70er Jahren des 18. Jahrhunderts vervielfachte sich sein Geschäftskapital mehrmals (nach Parishs eigenen Angaben betrug sein Kapital im Jahre 1767 38.000 Mark Banco, dann 1774 84.000 Mark Banco und schließlich 1777 134.000 Mark Banco). Parish profitierte dabei von der wachsenden Getreidenachfrage Englands, die er durch den Reexport von Getreide aus dem Baltikum befriedigen konnte.

### Parish & Thomson: Pioniere im Direkthandel mit den U.S.A.
Bereits 1773 hatte er sich geschäftlich von seinem jüngeren Bruder George getrennt, der bis dahin mit einem Anteil von einem Fünftel am gemeinsamen Unternehmen beteiligt gewesen war und fortan das Schiffsmaterialgeschäft weiterbetrieb. Nach einer schweren Erkrankung im Jahre 1779 entschloss Parish sich, seinen bisherigen Gehilfen George Thomson (ebenfalls mit einem Fünftel) am Geschäft zu beteiligen, das die beiden in den folgenden zehn Jahren unter der Bezeichnung Parish & Thomson weiterführten. Der in diese Zeit fallende Unabhängigkeitskrieg der britischen Kolonien in Nordamerika verhalf dem Unternehmen zu einem beachtlichen Aufschwung. Als einer der ersten Hamburger Kaufleute erkannte und nutzte Parish die Chancen, die in dem neuen Geschäftszweig eines direkten Warenhandels mit nordamerikanischen Häfen lagen. Durch den Import von Tabak und Reis stieg sein Geschäftskapital von 203.000 Mark Banco am Ende des Jahres 1782 auf 321.000 Mark Banco im Jahr 1789.

### Parish & Co., Krise von 1793
Zu Beginn des Jahres 1790 trennte Parish sich infolge von Meinungsverschiedenheiten von seinem bisherigen Geschäftspartner Thomson und gewann mit Peter Möller, den er mit einem Zehntel am Gewinn beteiligte, einen neuen Kompagnon. Das fortan unter dem Namen Parish & Co. betriebene Handelshaus weitete den Nordamerikahandel noch aus und bezog zusätzlich große Mengen Kaffee und Zucker von den Westindischen Inseln. Sein guter Ruf in den noch jungen Vereinigten Staaten brachte Parish schließlich das Amt des ersten Generalkonsuls der U.S.A. in Hamburg ein, das ihm George Washington 1793 übertrug. Als im selben Jahr der Englandhandel infolge des Zusammenbruchs einiger Banken in eine Krise geriet, wurden auch Parish & Co. schwer angeschlagen. Durch den Bankrott seiner Londoner Bank Burton, Forbes & Gregory stand Parish kurze Zeit knapp vor dem Ruin, konnte sich aber durch beherzte Warenverkäufe an der Hamburger Börse gegen alle Erwartungen retten. Die Entschlossenheit und Professionalität, mit der Parish reagierte, vermehrten in Handelskreisen sein ohnehin schon hohes Ansehen.

### Parish greift in die internationale Politik ein (1795)
Im Jahr 1795 griff Parish in die internationale Politik ein. Die von der französischen Revolutionsarmee nach Osnabrück zurückgedrängten britischen Truppen versorgte er mit Geldmitteln, indem er zusammen mit dem britischen Konsul in Hamburg, William Hanbury (1755–1798), den Verkauf von Wechseln an der Hamburger Börse organisierte. Darüber hinaus übernahm er auf Bitten der britischen Regierung den Transport der britischen Kavallerie nach Irland, wozu er eigens 27 Schiffe charterte. Die erfolgreiche Durchführung des Unternehmens führte zu einem Folgeauftrag: In alleiniger Verantwortung besorgte er den Transport fremder, in britischen Diensten stehender Hilfstruppen nach Westindien. Gegen den Widerstand des hamburgischen Senats, der um die Neutralität der Stadt fürchtete, organisierte er eine Flotte von insgesamt 70 Schiffen unterschiedlicher Flaggen und verschiffte die Truppen von Stade und Nienstedten aus nach Übersee. Allein mit diesen beiden Transportgeschäften verdiente Parish 1795 mehr als 400.000 Mark. Rückblickend beschrieb er später in seinen Lebenserinnerungen, an seine Tochter Henny gewandt, die Motivation für sein Handeln: „Wurde ich dabei geleitet vom Patriotismus oder vom Selbstinteresse, liebe Henny? Ich vermute, es war eine Mischung von beidem.“

### ‚Pärrisch Leben‘

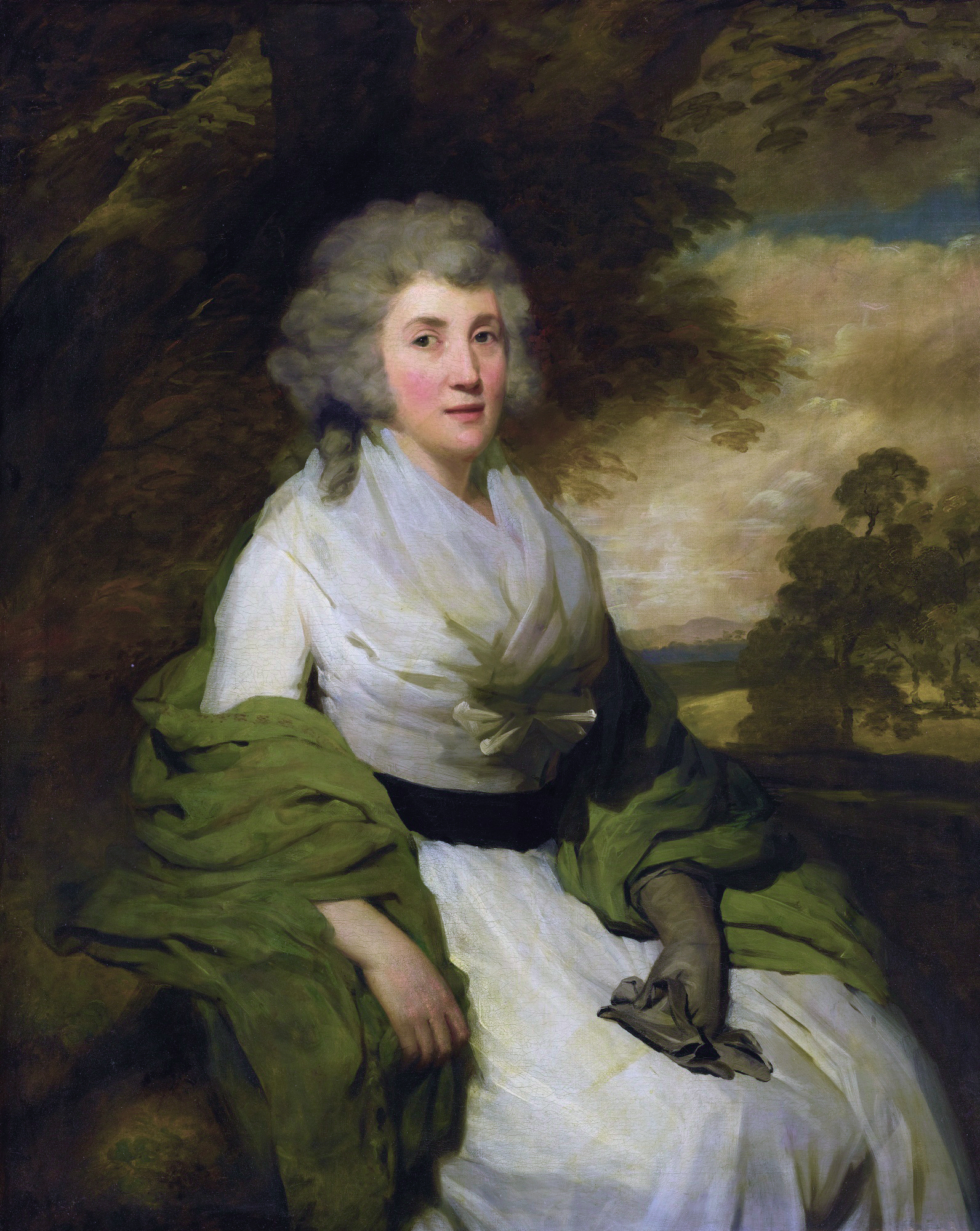
Henrietta Todd (Henry Raeburn)

Mit seiner Frau Henrietta (geb. Todd, 1745–1810), die er 1768 geheiratet hatte und die zwischen 1769 und 1781 insgesamt fünf Söhne (John 1774–1858, Richard 1776–1860, David 1778–1826, George 1780–1839, Charles 1781–1856) und drei Töchter (erstes Kind Henrietta 1769–1811) zur Welt brachte, führte Parish ein äußerst aufwändiges und kostspieliges Leben. In den Jahren von 1797 bis 1801 erreichten die Ausgaben für den Haushalt, (Um-)Bauten, Reisen, Pferde und Gartenpflege eine durchschnittliche Höhe von 70.000 Mark Courant. Zwar schrieb er 1797/98 warnend in seinen Lebenserinnerungen: „Es war ein Experiment, das einmal gelungen ist, dessen Wiederholung aber Leute, die rechnen können, nicht wagen werden“, setzte aber – ebenso wie seine Söhne – das verschwenderische Leben fort. Ein Oktavbuch mit Parishs Notizen führt die Ausgaben der Jahre 1804/05 detailliert auf: Im Jahr 1804 bewirtete er 1132 Personen bei 54 Diners und einer Teegesellschaft (von 101 Personen). Im folgenden Jahr kam er auf 1954 Gäste, mit denen er insgesamt 2232 Flaschen Wein trank. Der im Hause Parish bei festlichen Anlässen zur Schau gestellte Prunk wurde in Hamburg sprichwörtlich. In der Redewendung "pärrisch Leben" dauert die Erinnerung an Parishs aufwändigen Lebensstil noch heute fort.

### Rückzug aus dem Geschäft und letzte Jahre
Ende des Jahres 1796 übertrug Parish die Leitung seines Unternehmens seinen Söhnen John und Richard und zahlte seinen bisherigen Geschäftspartner Möller auf dessen eigenen Wunsch hin aus. Bei Gesamtumsätzen von 352 Millionen Mark Banco in den Jahren 1792 bis 1796 betrug das Geschäftskapital des Hauses bei Parishs Ausscheiden rund 1,6 Millionen Mark Banco, ungerechnet einen Reservefonds von rund 1,2 Millionen Mark Banco. Als John Parish sich am 31. Dezember 1797 endgültig aus dem Geschäft zurückzog, verfügte er über ein Privatvermögen von rund zwei Millionen Mark Banco. Rückblickend schrieb er in seinen Lebenserinnerungen:
Ich war erst vierzehn Jahre alt, als ich in Hamburg anlangte, in einem fremden Lande. Im Alter von zwanzig Jahren verlor ich schon meine Eltern. […] Welche Aussicht hatte ich zu jener Zeit, dereinst auf meinem Rücken zwei Millionen mit fortnehmen zu können?
Die nächsten zehn Jahre lebte Parish in seinem Landhaus bei Nienstedten an der Elbe, bevor er nach der Besetzung Hamburgs durch die Franzosen im November 1806 nach Bath in England ging, wo er den Rest seines Lebens verbrachte. Nach seinem Tod im Jahre 1828 hielt sich das von ihm begründete Handelshaus noch bis zu seiner Auflösung im Jahre 1842.
Sein ältester Sohn John zog sich 1815 aus dem Unternehmen zurück und erwarb die böhmischen Herrschaften Žamberk und Litice. Er verstarb kinderlos und das Erbe fiel an seinen einzigen noch lebenden Bruder Richard, der mit Susette Godeffroy, Tochter von Peter Godeffroy verheiratet war. Bei der Wiedereinnahme Frankreichs durch die Franzosen begab er sich zu seinem Vater nach England. Bis 1948 befand sich das Schloss Žamberk im Besitz der Familie Parish, die es 1990 in Restitution zurückerhielt und 2004 verkaufte.